# 周宏藩
周宏藩，中华民国外交家、银行家。浙江奉化县人。

## 家世
生于宁波奉化，世居北门，先祖源自河南汝南。族亲周淡游，孙中山追随者，同盟会元老，辛亥元勋。曾祖周启矩，奉化县丞。祖父周駿彥，黄埔元老，蒋中正早年导师。伯祖周骏声，也是蒋氏早年启蒙导师。兄周宏濤，台湾国民党要员。

## 任职
周宏藩遍历中华民国金融界、外交界要职。曾任台湾驻欧洲和中南美洲多国外交参事、领事、大使等职。包括：
- 台湾银行第七任董事长，任期为民国五十二年（1963年）一月——民国五十二年三月。[2]
- 中华民国（台湾）驻西班牙参事、代办、大使[1][3]。
- 中华民国（台湾）驻巴西圣保罗总领事，任期民国五十七年（1968年）九月三日——？。